# Flageolet (légume)
Pour les articles homonymes, voir Flageolet.
Le flageolet est une variété de haricot blanc, issue du Haricot commun (Phaseolus vulgaris L.), dont on consomme les grains récoltés avant complète maturité et qui gardent une couleur verte.
La récolte se fait par arrachage des plants avant le jaunissement des feuilles, alors que la teneur en eau des graines avoisine 45 %.
Il appartient à la famille des légumineuses ou fabacées.

## Historique
Les premiers flageolets ont été cultivés vers la fin du XIXe siècle par un horticulteur de Brétigny-sur-Orge (Essonne), Gabriel Chevrier. En 1872, la météo est capricieuse et les températures sont basses. Craignant le gel de ses plantes, l'horticuleur récolte de façon prématurée ses haricots blancs et les fait sécher sous un hangar afin qu'ils continuent à mûrir. Quelque temps plus tard, après avoir ouvert les premières gousses, il remarque que les graines ont conservé leur couleur verte. À la suite de cette découverte il décide d'en manger ; après cuisson, il s'avère que le goût du légume est plus fin et l'aspect plus moelleux. Ainsi est né le haricot chevrier, dont la culture se développe dans la région francilienne. La ville d'Arpajon lui consacre sa foire aux haricots dès 1922. 
Le nom chevrier est désormais devenu commun pour désigner cette variété de haricot.

## Propriétés
Les flageolets ont une forte capacité à produire des flatulences.

## Consommation
En France, il accompagne traditionnellement le gigot d'agneau. Il y fait l'objet d'une importante industrie de mise en conserve et de surgélation. La production française de flageolets est d'environ 40 000 tonnes par an.